# Drosophila xanthia
Drosophila xanthia är en tvåvingeart som beskrevs av Léonidas Tsacas 1981. Drosophila xanthia ingår i släktet Drosophila och familjen daggflugor.
Artens utbredningsområde är Kamerun.